# Seznam finskih slikarjev
Seznam finskih slikarjev.

## A
- Wäinö Aaltonen (1894 - 1966)

## B
- Gunnar Berndtson (1854 - 1895)

## C
- Alvar Cawén (1886 - 1935)

## E
- Albert Edelfelt (1854 - 1905)
- Robert Wilhelm Ekman (1808 - 1873)
- Magnus Enckell (1870 - 1925)

## F
- Gustaf Wilhelm Finnberg (1784 - 1733)

## G
- Akseli Gallen-Kallela (1865 - 1931)
- Jorma Gallen-Kallela (1898 - 1939)
- Alvar Gullichsen (1961)

## H
- Pekka Halonen (1865 - 1933)
- Signe Hammarsten-Jansson (švedskega rodu; mati Tove J.)
- Simo Hannula (1932 - 2016)

## J
- Tove Jansson (1914 - 2001)
- Eero Järnefelt (1863 - 1937)

## K
- Rudolf Koivu (1890 - 1946)
- Pekka Krőger (1951 - 2017)

## L
- Tero Laaksonen (1953)
- Mr Lordi (1974)

## M
- Nándor Mikola (1911 - 2006)

## P
- Kalervo Palsa (1947 - 1987)

## R
- Osmo Rauhala (1957)
- Juho Rissanen  (1873 - 1950)

## S
- Reidar Särestöniemi (1925 - 1981)
- Helene Schjerfbeck (1862 - 1946)
- Hugo Simberg (1873 - 1917)
- Kaj Stenvall (1951)
- Kari Suomalainen (1920 - 1999)
- Léopold Survage (1879 - 1968) (finsko-francoski)

## W
- Sigurd Wettenhovi-Aspa (1870 - 1946)